# Ewald Cheung
Ewald Cheung (1990) est un violoniste canadien (Albertain).

## Biographie
Cheung est cinq fois lauréat du Concours de musique du Canada, ainsi que lauréat du Concours Standard Life de l'Orchestre symphonique de Montréal et vainqueur du Concours de concertos de McGill.
En 2009, Cheung est récipiendaire du Prix Peter Mendell offert par la Fondation Jeunesse Musicale Canada. e Prix Peter Mendell récompense l’excellence d’un.e jeune cordiste étudiant au sein d’une université québécoise ou dans un Conservatoire de musique du Québec et qui est âgé.e.s de 25 ans et moins.
En mars 2011, il reçoit le Violon d'or « remis annuellement à un instrumentiste à cordes qui s'apprête à terminer ses études à l'Université McGill ».